# استیناتز
استیناتز (به آلمانی: Stinatz) یک منطقهٔ مسکونی در اتریش است که در ناحیه گوسینگ واقع شده‌است. استیناتز ۱٬۳۹۲ نفر جمعیت دارد.